# Jean Laurent (Geiger)
Jean Laurent (* 7. Juni 1909 in Neerpelt/Belgien; † 15. Oktober 2001 in München) war ein belgischer Violinist und Musikpädagoge.

## Leben
Jean Laurents Vater, Jules Laurent, war ein wallonisch-stämmiger Beamter, die Mutter, Pauline, geb. Claessens, war flämischer Abstammung. Dadurch wurden die Söhne Jean und Victor (1907–1978, Pharmazeut) von frühester Kindheit an zweisprachig französisch und niederländisch erzogen. Der Kontakt zur Musik entstand bereits früh im Elternhaus, Jules Laurent spielte Geige, Pauline Klavier. Ab 1912 lebte die Familie in Antwerpen. Dort studierte Jean Laurent, nach dem Abitur an einem humanistischen Gymnasium, ab 1927 am Königlichen Konservatorium. Um seine Fähigkeiten auf der Violine zu perfektionieren, ging er 1929 nach Brüssel, wo er bei Alfred Dubois studierte, und 1931 nach Paris zu Professor Firmin Touche. Weitere Studien erfolgten in den Jahren von 1936 bis 1939 bei Carl Flesch in London. Parallel dazu war Laurent 1934/35 bereits Mitglied des Radiosymphonieorchesters Brüssel.
Nach seiner Rückkehr nach Belgien 1940 wurde Jean Laurent als Leutnant der Infanteriereserve einberufen. Nach der belgischen Kapitulation am 28. Mai 1940 geriet er in deutsche Kriegsgefangenschaft, die er in einem Gefangenenlager bei Oppeln im besetzten Polen verbrachte. Im Sommer 1940 kehrte er nach Belgien zurück. 1943 wurde er Professor für Violine am Konservatorium in Gent. Sechs Jahre später erfolgte der Ruf an das Königliche Konservatorium in Antwerpen. Dort sollte er von 1949 bis 1958 unterrichten. Neben seiner Lehrtätigkeit trat Jean Laurent mit den Pianisten Jenny Solheid und Eugène Traey, dem späteren Direktor des Königlichen Konservatoriums in Antwerpen, auf.
In dieser Zeit war Jean Laurent auch Solist mehrerer Violinkonzerte. Zu seinem Repertoire zählten Werke von Mozart, Beethoven, Bruch, Saint-Saëns, zwei unveröffentlichte Konzerte von Pergolesi und von Jean-Marie Leclair. Jean Laurent spielte ferner die Uraufführungen zeitgenössischer Konzerte: das Violinkonzert von Jef Maes (1951) und das 3. Konzert für Violine von Henk Badings (1958).
Bei Aufenthalten in Lugano traf Jean Laurent den Cembalisten Luciano Sgrizzi, mit dem zusammen er von 1954 bis 1957 Aufnahmen für den Tessiner Rundfunk machte. 1958 wurde Jean Laurent als Vertreter der Belgischen und der Geigenschule Carl Fleschs nach München an die Staatliche Hochschule für Musik berufen. Die Belgische Geigenschule steht in der Tradition von Charles-Auguste de Bériot (180221881), Henri Vieuxtemps (1820–1881) sowie Eugène Ysaÿe (1858–1931) und zeichnet sich durch eine gewisse Leichtigkeit der Bogenführung und tongebende Merkmale wie Handgelenksvibrato aus.
Gleichzeitig begann Laurents Zusammenarbeit mit den Pianisten Hugo Steurer, Hellmut Hideghéti und schließlich mit der Pianistin Magda Rusy. Mit Letzterer gründete er, zuerst mit dem Violoncellisten Wilfried Rehm, dann mit Viktor Weywara, das Orlando-Trio, im Gedenken an den belgischen Komponisten Orlando di Lasso (ca. 1530–1594) und dessen Tätigkeit an der herzoglichen Hofkapelle in München.
1961 nahm der Bayerische Rundfunk das Konzert für Violine und Orchester op. 35 von Walter Abendroth auf, mit Jean Laurent als Solisten und den Münchner Philharmonikern unter der Leitung von Rudolph Alberth. 1977 wurde Jean Laurent als Professor der Münchner Musikhochschule pensioniert, und er folgte noch im selben Jahr dem Ruf als „Visiting Professor“ nach Tokio und unterrichtete für ein Jahr an der Staatlichen Hochschule für Bildende Kunst und Musik „Geidai“.
1978 kehrte Jean Laurent aus Japan zurück nach München und widmete sich fortan privater musikalischer Tätigkeit in einem Streichquartett, und er gab weiterhin Unterricht. Er nutzte seine Zeit für Reisen und seine kulturellen Interessen, die sich besonders auf Kunst und die griechische Antike fokussierten. Jean Laurent war zweimal verheiratet, in erster Ehe mit Lily, geb. Reinemund, und von 1965 bis zu seinem Tod mit Marianne, geb. Fuchs († Januar 2023). Beide Ehen blieben kinderlos. Jean Laurent ist auf dem Münchner Waldfriedhof bestattet (Alter Teil, 45 W 16).